# Parc commémoratif de Jajinci
Le parc commémoratif de Jajinci (en serbe cyrillique : Спомен парк Јајинци ; en serbe latin : Spomen park Jajinci) est un ensemble mémoriel de la Seconde Guerre mondiale situé à Belgrade, la capitale de la Serbie, dans la municipalité de Voždovac et dans le quartier de Jajinci. Il a été construit pour honorer la mémoire des victimes des camps de prisonniers de la Seconde Guerre mondiale. L'actuel parc est inscrit sur la liste des biens culturels protégés de la Ville de Belgrade.

## Histoire
Par l'attaque de Troisième Reich contre la Pologne, le 1er septembre 1939, il a été commencé un conflit de guerre, jusque-là sans précédent et la gravité, mené partout et par tous les moyens, de la manière que les historiens, en utilisant le terme créé au cours de la guerre, l'ont nommé à juste titre „la guerre totale“. La guerre a été menée par les forces de l'Axe d'une manière tellement isolante que, pratiquement, tous les standards applicables du droit international étaient violés, et les crimes que ces forces ont commis étaient d'une telle ampleur et le caractère qu'il était nécessaire pour eux de créer de nouvelles conditions du droit international public. Les images de la famine, des chambres à gaz, des crématoires, des exécutions de masse, des cadavres vivants à la suite de "expériences scientifiques, étaient une réalité dans laquelle ils vivent et ont mort des millions d'Européens. Humiliés, dans la douleur et la souffrance, ils ont été privés de l'état élémentaire des êtres humains et réduits à l'occurrence, le nombre, la donnée statistique, au mieux la main-d'œuvre utile et nécessaire seulement jusqu’aux limites de la puissance physique. Dans cette image de la souffrance collective, de 1941 à 1944, il a été inclus la population de la Serbie et de Belgrade, sur l'ensemble du système des camps pénitentiaires et les lieux d'exécution. Immédiatement après l'entrée des troupes d'occupation allemandes à Belgrade, le 12 avril 1941, il a commencé des représailles contre la population. Il est introduit la pratique des otages et des menaces constantes à leur tir, s’il est montré en aucune façon la résistance à l'occupant. L'établissement du complexe de Topovske Šupe dans la place Autokomanda, à Banjica dans le caserne du 18ème régime d'infanterie, le Camp Sajmište dans les installations de l'ancien complexe de la foire sur la rive gauche de Sava et dans la briqueterie de Milišić à Zvezdara, ont marqué à une manière complètement spéciale le destin de Belgrade. Ce fut la seule capitale en Europe occupée où sur le sol urbain, il a été formé de camps de concentration. Les exécutions, organisées et menées par les forces d'occupation allemandes, duraient tous les jours, du 15 juillet 1941 jusqu'à la fin de 1943. Les liquidations des otages et des prisonniers ont été menées à plusieurs endroits de Belgrade et de ses alentours : Bežanijska kosa, Cimetière juive, Bubanj Potok, Cimetière centrale, Маrinkova bara, le village Јabuka, Skela, Мali Požarevac, Ralja.

## Champ de tir
Le champ de tir à Jajinci se distingue par rapport aux autres villes de souffrance par la masse de victimes, la systématicité brutale de liquidation et la dissimulation de crimes contre la population innocente. Les photographies et les déclarations d'un petit nombre de survivants témoignent de la souffrance et la douleur des Serbes, Juifs et Roms et des autres otages du régime fasciste à Belgrade et en Serbie. Dans la période du 8 novembre 1943 jusqu'au 2 avril 1944, en voulant éliminer les traces de crimes de masse, la Gestapo a organisé l'exhumation et le brulage des restes de victimes. La Commission chargée d'enquêter les crimes de guerre, établie immédiatement après la Seconde Guerre mondiale, après l'enquête, a révélé la donnée qu’au champ de tir Jajinci, il a été tué 80 000 personnes.
Des recherches récentes indiquent le nombre de 65 000 tués. Les premières couronnes sur le site où il a été effectué des tirs de masse ont été déposées par les généraux Peko Dapčević et Vladimir Ivanovic Ždanov, les commandants des troupes qui ont libéré Belgrade le 20 octobre 1944, ce qui est le premier hommage aux victimes innocentes de la terreur fasciste.

## Formation du Parc commémoratif
Le Parc commémoratif Jajinci est composé de plusieurs segments et sa formation a commencé le 7 juillet 1951, en plaçant le monument à l'entrée de l'ensemble monumental. Les auteurs du monument étaient le sculpteur académique Stevan Bodnarov, et l'architecte Leon Kabiljo. L'arrangement du Parc commémoratif, établi en 1960, a été continué dans les décennies à venir, où il faut marquer plusieurs appels d'offres non réalisés pour le projet du monument de victimes de fascisme. Finalement, en 1988, il a été adopté et réalisé la solution du monument, du sculpteur académique Vojin Stojić. Dans l'arrangement des installations secondaires et des espaces verts du Parc commémoratif, les architectes Branko Bon et Brana Mirković ont participé,.Par la décision de l'Assemble municipale de Belgrade en 1986, le Parc commémoratif „Jajinci“ a été proclamé le bien culturel – la place importante.

## Sources et littérature
- Archives de la Yougoslavie, Belgrade, Fonds de la Commission d'Etat pour les enquêtes sur les crimes des occupants et de leurs alliés.
- Milan Koljanin, Le champ de concentration allemand à la foire de Belgrade 1941-1944, Belgrade, 1992.
- Venceslav Glišić, Les crimes des nazis à Belgrade 1941-1944, Belgrade dans la guerre et la révolution 1941-1945, Belgrade, 1971.